# Trachemys decorata
Trachemys decorata is een schildpad uit de familie moerasschildpadden (Emydidae). De soort werd voor het eerst wetenschappelijk beschreven door Thomas Barbour & Archie Carr in 1940. Oorspronkelijk werd de wetenschappelijke naam 'Pseudemys decorata gebruikt.

## Uiterlijke kenmerken
De schildlengte is ongeveer 30 centimeter, mannetjes blijven kleiner, het schild heeft een kiel op het midden en is langwerpig en elliptisch van vorm. De kleur is grijs tot bruin met lichtere oogvlekken aan de bovenzijde, het buikschild is geel van kleur. De kop en ledematen zijn groen, op de zijkanten van de kop zijn fijne, donkeromzoomde gele strepen aanwezig die doen denken aan een landkaarttekening. Hieraan is de wetenschappelijke soortnaam decorata te danken, die 'gedecoreerd' betekent.

## Algemeen
Trachemys decorata is endemisch op Hispaniola, een eiland in de Caribische Zee dat staatkundig zowel tot Haïti als de Dominicaanse Republiek behoort. De habitat bestaat uit meren en vijvers met een zachte bodem en een rijke plantengroei, de schildpad kan zowel in zoetwater als brakwater worden aangetroffen en neemt graag een zonnebad. Op het menu staat voornamelijk plantaardig materiaal, juvenielen eten met name dieren die ze in en rond het water vinden.

## Voortplanting
De voortplanting loopt waarschijnlijk het gehele jaar door, de paring vindt plaats onder water. Een legsel bestaat uit 6 tot 18 eieren, er worden tot vier legsels per jaar afgezet. De eieren zijn langwerpig van vorm en wit van kleur. De juvenielen komen na zo'n 61 tot 80 dagen uit, ze zijn zeer licht van kleur en hebben een schildlengte van ongeveer 3 tot vier centimeter lang.